# Allemans-du-Dropt
Allemans-du-Dropt è un comune francese di 492 abitanti situato nel dipartimento del Lot e Garonna nella regione della Nuova Aquitania.

## Società

### Evoluzione demografica
Abitanti censiti

## Amministrazione

### Gemellaggi
- Dietwiller, dal 1992